# Soubise
Soubise – miejscowość i gmina we Francji, w regionie Nowa Akwitania, w departamencie Charente-Maritime.
Według danych na rok 1990 gminę zamieszkiwało 1220 osób, a gęstość zaludnienia wynosiła 112 osób/km² (wśród 1467 gmin regionu Poitou-Charentes Soubise plasuje się na 238. miejscu pod względem liczby ludności, natomiast pod względem powierzchni na miejscu 787.).